# غل بيد (دهسرد)
غل بید (بالفارسية: گل بید) هي قرية تقع في إيران في قسم دهسرد الريفي.